# Sebsi

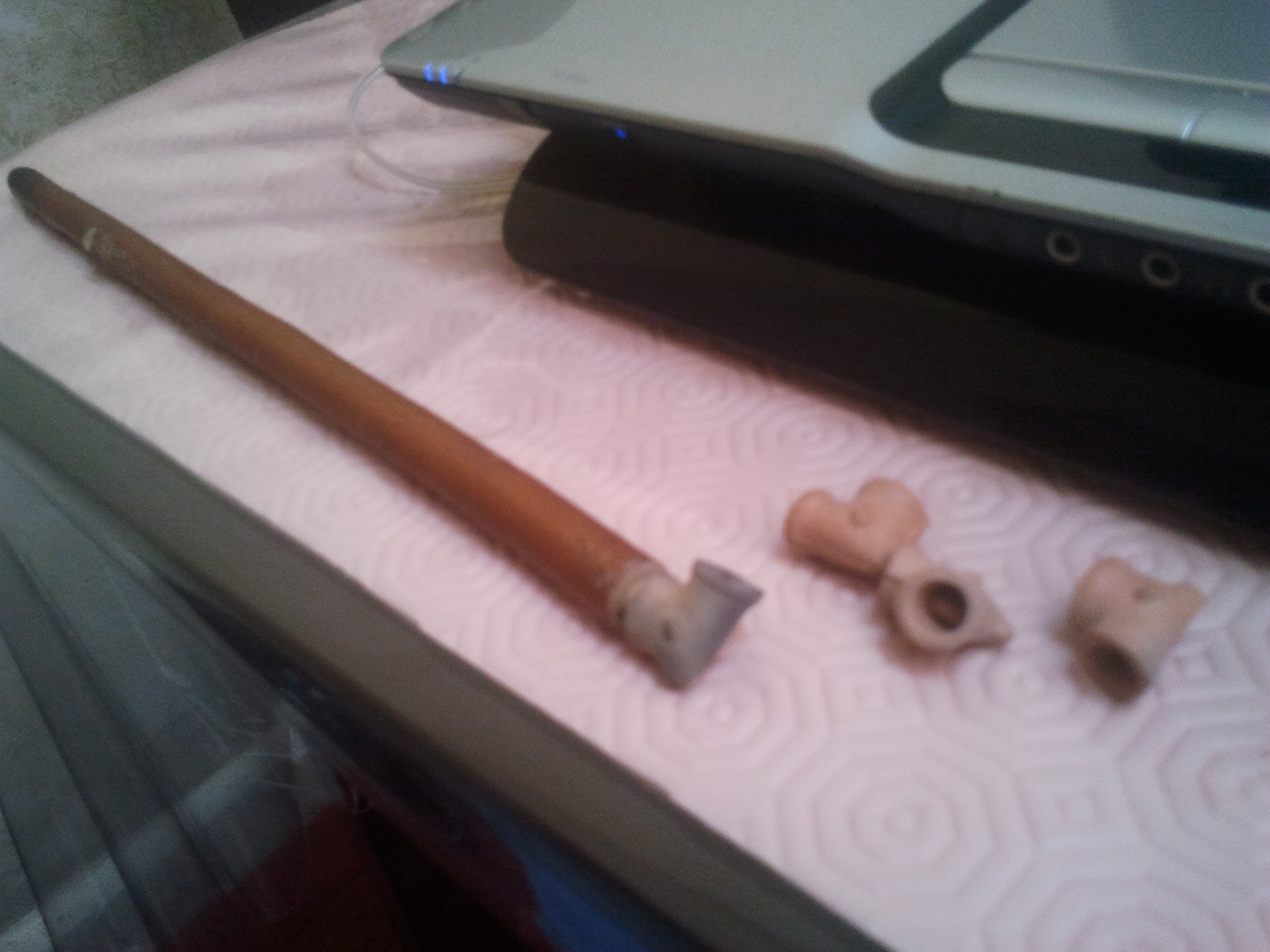
Sebsi

Um sebsi ou sibsi (berbere: ⵙⴱⵙⵉ) é um cachimbo tradicional marroquino com um fornilho estreito de barro chamado skuff (ou shkaff ) que se coloca numa haste de madeira, que pode ter até 46 cm de comprimento.
O sebsi tem sido tradicionalmente usado para fumar kif, que em Marrocos se refere folhas e flores de cannabis picadas finamente e misturadas com tabaco ou outras ervas. O sebsi fornece uma porção pequena e de baixa temperatura de erva (geralmente cerca de 25 mg), em comparação com dispositivos de fumar tradicionais maiores, como o chillum da Índia e da Jamaica.